# Campeonato Mundial de Ciclismo em Pista de 1921
O Campeonato Mundial UCI de Ciclismo em Pista de 1921 foi realizado em Copenhague, na Dinamarca, nos dias 30 de julho e 8 de agosto. Três provas masculinas foram disputadas, duas de profissionais e uma de amador.

## Sumário de medalhas

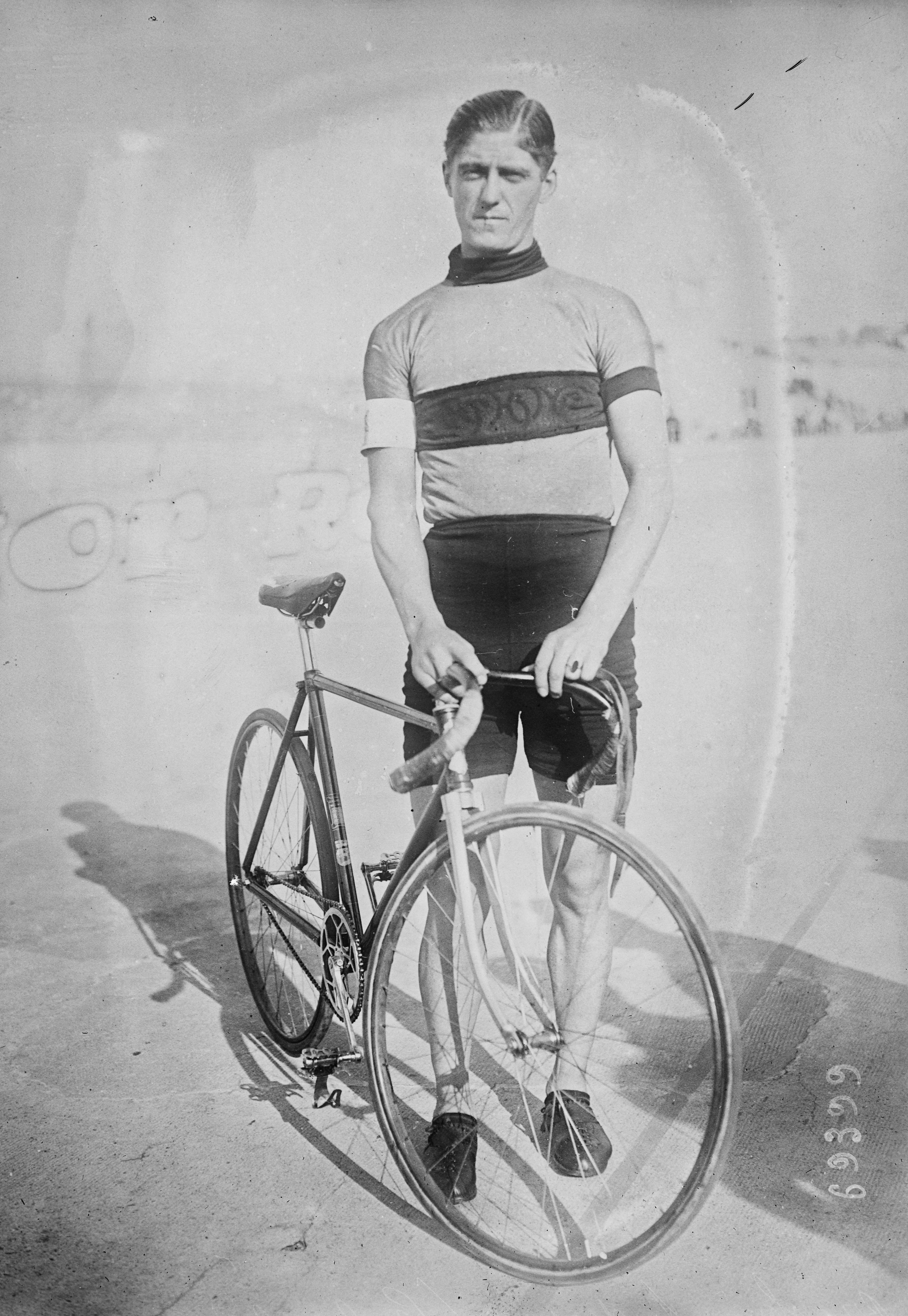
Henry Brask Andersen ciclista amador da Dinamarca vencedor da prova de velocidade

| Eventos profissionais masculinos |                               |                           |                           |
| Velocidade individual            | Piet Moeskops · Países Baixos | Robert Spears · Austrália | Pierre Sergent · França   |
| Motor-paced                      | Victor Linart · Bélgica       | Paul Suter · Suíça        | Paul Guignard · França    |
| Evento amador masculino          |                               |                           |                           |
| Velocidade individual            | Brask Andersen · Dinamarca    | Erik Kjeldsen · Dinamarca | Johan Normann · Dinamarca |

## Quadro de medalhas
| Ordem | País          | Medalha de ouro | Medalha de prata | Medalha de bronze | Total |
| ----- | ------------- | --------------- | ---------------- | ----------------- | ----- |
| 1     | Dinamarca     | 1               | 1                | 1                 | 3     |
| 2     | Bélgica       | 1               | 0                | 0                 | 1     |
| -     | Países Baixos | 1               | 0                | 0                 | 1     |
| 4     | Austrália     | 0               | 1                | 0                 | 1     |
| -     | Suíça         | 0               | 1                | 0                 | 1     |
| 6     | França        | 0               | 0                | 2                 | 2     |